# Megascolia bidens
Megascolia bidens es una avispa de gran tamaño (una de las más grandes de Europa). Pertenece al género Megascolia cuyas especies en ocasiones son referidas como avispas mamut por su nombre en inglés mammoth wasps. Es una especie muy similar en apariencia, tamaño y comportamiento a Megascolia maculata, otra especie más común de Megascolia que también habita Europa. Se diferencian en que M. maculata tiene las antenas negras y M. bidens las tiene anaranjadas.
Los adultos de esta especie se alimentan de néctar. Destacan porque usan los escarabajos (principalmente Oryctes nasicornis) como huéspedes para sus larvas. Tras encontrar al escarabajo le paralizan con su aguijón y ponen un solo huevo.

Son avispas tranquilas y poco agresivas. En caso de verse amenazadas las hembras pueden picar con su aguijón, si bien su picadura no es más grave que la de una avispa convencional.